# Beograd Open
Beograd Open var en ATP 250- begivenhed, der blev afholdt i november. Turneringen blev første gang afholdt i 2021 på en etårig licens.  Turneringen vendte tilbage i 2024 som en sen erstatning for Gijon Open.

## Tidligere finaler

### Singler
| År      | Vinder           | Finalist         | Score        |
| ------- | ---------------- | ---------------- | ------------ |
| 2021    | Novak Djokovic   | Alex Molčan      | 6–4, 6–3     |
| 2022-23 | Ikke afholdt     | Ikke afholdt     | Ikke afholdt |
| 2024    | Denis Shapovalov | Hamad Medjedovic | 6–4, 6–4     |

### Doubles
| År      | Vinder                            | Finalist                     | Score            |
| ------- | --------------------------------- | ---------------------------- | ---------------- |
| 2022    | Jonathan Erlich Andrei Vasilevski | André Göransson Rafael Matos | 6–4, 6–1         |
| 2022-23 | Ikke afholdt                      | Ikke afholdt                 | Ikke afholdt     |
| 2024    | Jamie Murray John Peers           | Ivan Dodig Skander Mansouri  | 6–4, 3–6, [10–3] |